# La Iglesia de Jesucristo de los Santos de los Últimos Días en Portugal

La IJSUD cuenta con dos misiones en Portugal: Lisboa y Oporto.

Las primeras reuniones de la IJSUD realizadas en Portugal fueron entre las Fuerzas Armadas de los Estados Unidos estacionadas en el país a principios de 1970. Más tarde, en 1974, el presidente de la Iglesia Spencer W. Kimball visitó Portugal y recibió la confirmación de que la Iglesia sería reconocida y que los misioneros podían comenzar a trabajar en el país.
En noviembre de 1974, el élder William Grant Bangerter de los Setenta llegó a Lisboa para presidir la recién creada Misión Portugal Lisboa. Cuatro misioneros fueron transferidos de una misión en Brasil para comenzar el trabajo. Las primeras reuniones de la IJSUD fueron realizadas en la casa de un miembro de la embajada canadiense que vivía en Portugal.
En julio de 1975 había 100 miembros portugueses y se fueron adhiriendo hasta ser 1000 en julio de 1978. Hoy hay más de 38.000 miembros organizados en decenas de congregaciones locales. Estas congregaciones, llamadas alas y ramas, sirven como centro de todas las actividades de la Iglesia local, incluyendo los cultos de los domingos y clases para los niños, jóvenes y adultos, hombres y mujeres. Actividades durante la semana proporcionan oportunidades de instrucción adicional, eventos sociales y ofertas culturales como danza, musicales y teatros además de actuaciones deportivas. 
Portugal no posee ningún templo SUD. El más cercano se encuentra en Madrid, el cual es frecuentado por la mayoría de los mormones portugueses.
Actualmente existen 38.188 santos de los últimos días en Portugal, así como 6 estacas, 75 alas y ramas, 2 misiones (Lisboa y Oporto) y 23 centros de historia familiar.

## Relación con los medios de comunicación
La Iglesia SUD utiliza un espacio propio en la RTP 2 junto con otras confesiones religiosas. Esta posibilidad se encuentra amparada por la ley de libertad religiosa.
Esta programación consiste en un programa de 7 minutos Fé dos Homens ("Fe de los Hombres" en español) y otro de 30 minutos titulado Caminhos ("Caminos").
En 2009 se inició un conjunto de programas en la radio RDP basado en los programas de televisión.